# Nakajima A1N
Nakajima A1N – japoński pokładowy samolot myśliwski z okresu międzywojennego.

## Historia
W połowie lat dwudziestych dowództwo lotnictwa marynarki zwróciło się do kilku wytwórni lotniczych o opracowanie nowego pokładowego samolotu myśliwskiego, który miał zastąpić przestarzałe już samoloty Mitsubishi 1MF.
Wytwórnia Nakajima, która również otrzymała takie zamówienie, postanowiła dokonać adaptacji gotowego już samolotu pochodzącego z zagranicy. Zakupiła wtedy licencję na budowę brytyjskiego samolotu myśliwskiego Gloster Gambet, który był rozwinięciem konstrukcji samolotu Gloster Gamecock i w 1926 roku przystąpiła do adaptacji tego samolotu do warunków jakie musiał spełniać samolot pokładowy. Już pod koniec 1926 roku gotowy był pierwszy prototyp, który otrzymał oznaczenie fabryczne Nakajima G.
Próby fabryczne trwały jednak długo a także trwały prace nad opanowaniem technologii budowy samolotu z metali lekkich dotychczas nie stosowanych w Japonii. Ostatecznie w kwietniu 1929 roku samolot został zaakceptowany do produkcji seryjnej otrzymując oznaczenie wojskowe A1N1 (Pokładowy samolot myśliwski Typ 3 Model 1). W 1930 roku wprowadzono w samolocie kilka poprawek a w szczególności wymieniono w nim silnik na konstrukcję japońską Nakajima Kotobuki 2, tak opracowany samolot otrzymał oznaczenie A1N2.
Produkcja seryjna trwała od 1929 do 1932 roku, w tym czasie zbudowano 150 samolotów, nie licząc prototypu. Z tego w wersji A1N1 zbudowano 50 samolotów w latach 1929–1930 i 100 samolotów w wersji A1N2 w latach 1930–1932.

## Użycie
Samolotu A1N znalazły się jako pierwsze na wyposażeniu lotniskowca „Hōshō” już pod koniec 1929 roku. Następnie sukcesywnie były wprowadzane na wyposażenie jednostek lotniczych stacjonujących na japońskich lotniskowcach, zastępując samoloty Mitsubishi 1MF. 
W 1932 roku samoloty te wzięły udział w działaniach bojowych w trakcie pierwszego konfliktu chińsko-japońskiego. W dniu 22 lutego 1932 roku samoloty Nakajima A1N z japońskiego lotniskowca „Kaga” wzięły udział w walce powietrznej w trakcie której trzy samolotu pod dowództwem kpt. Nogiji zestrzeliły chiński samolot myśliwski Boeing P-12 pilotowany przez amerykańskiego ochotnika Roberta Shorta. Była to pierwsza walka powietrzna samolotów w historii lotnictwa Japońskiej Cesarskiej Marynarki Wojennej.
W 1935 roku samoloty Nakajima A1N zaczęto wycofywać z jednostek lotniczych zastępując je nowym samolotem Nakajima A4N. Wycofywane samoloty kierowano do jednostek szkolnych, gdzie były używane do momentu naturalnego zużycia.

## Opis konstrukcji
Samolot A1N był dwupłatem o konstrukcji metalowej wykonanej z metali lekkich, pokrytej częściowo płótnem. Podwozie klasyczne, stałe.
Napęd pierwszej wersji A1N1 stanowił licencyjny silnik gwiazdowy Nakajima/Bristol Jupiter VI, chłodzony powietrzem, w wersji A1N2 zastosowano japoński silnik Nakajima Kotobuki 2.
Uzbrojenie składało się z 2 karabinów maszynowych Vickers kal. 7,7 mm, zabudowane w kadłubie nad silnikiem oraz dwa wyrzutniki bomb umieszczone pod dolnymi płatami zdolne do przenoszenie dwóch bomb o wadze 30 kg każda.